# Paralephana subpurpurascens
Paralephana subpurpurascens là một loài bướm đêm trong họ Noctuidae.